# Strychnos samba
Strychnos samba är en tvåhjärtbladig växtart som beskrevs av Duvign.. Strychnos samba ingår i släktet Strychnos och familjen Loganiaceae. Inga underarter finns listade i Catalogue of Life.